# Student Agency

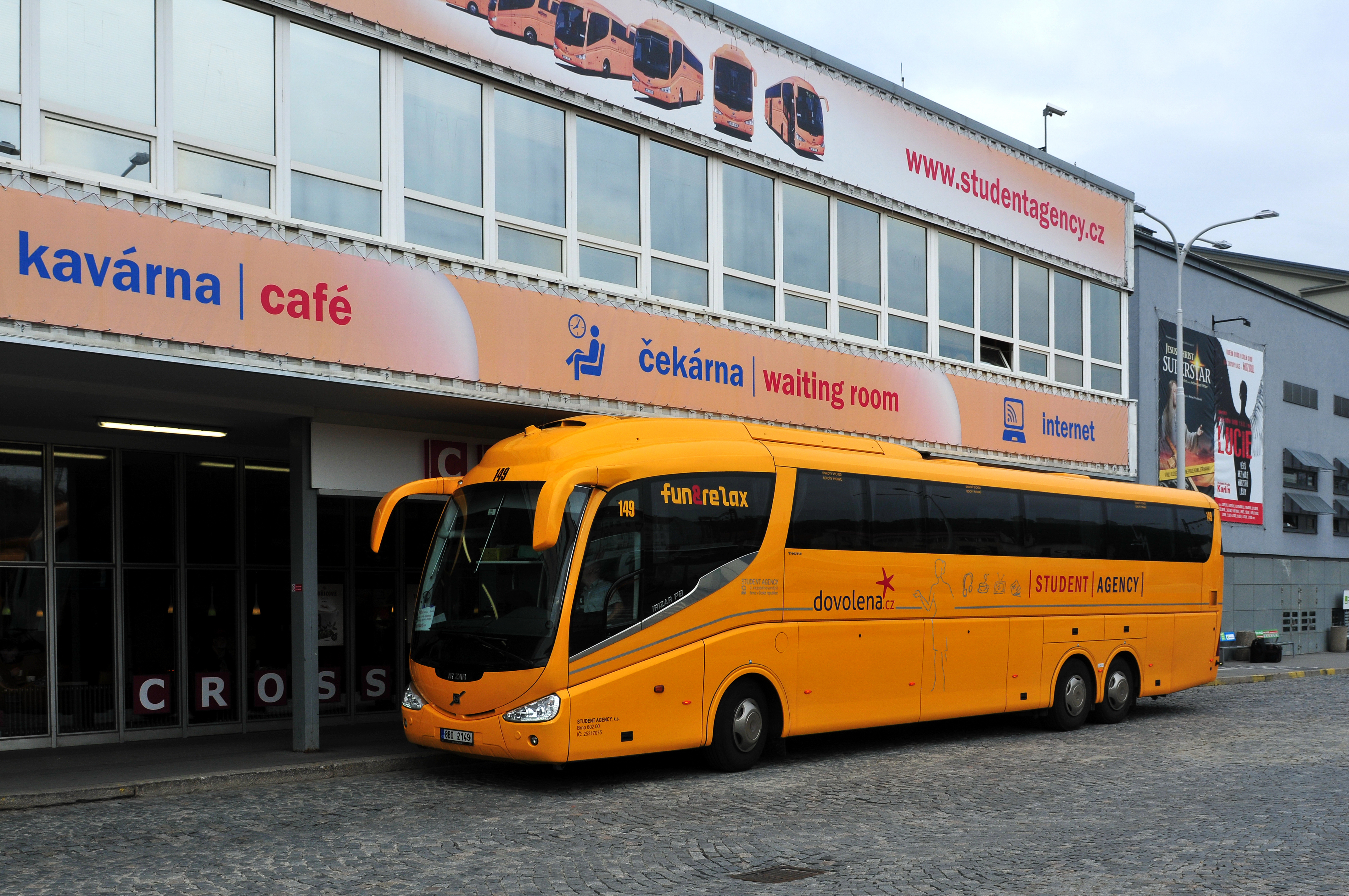
Bus der Student Agency in Prag Florenc

Student Agency ist ein 1996 gegründetes, privates, tschechisches Fernbus- und Eisenbahnverkehrsunternehmen mit Sitz in Brünn. Das Unternehmen bietet grenzüberschreitende Regional- und Fernbusverbindungen zwischen Tschechien, der Slowakei und Österreich an und ist seit 2009 mit der Tochtergesellschaft Regiojet auch im grenzüberschreitenden Bahnverkehr aktiv. Seit 2016 fahren sämtliche Züge und Busse unter der gemeinsamen Marke Regiojet.
2012 zählte die Busflotte des Unternehmens 130 Fahrzeuge, beschäftigte 1.600 Mitarbeiter und beförderte rund fünf Millionen Passagiere im Jahr. Das weiterhin expandierende Unternehmen strebt mit der Expansion auf der Schiene jährliche Fahrgastzahlen von 15 bis 20 Millionen an.

## Geschichte

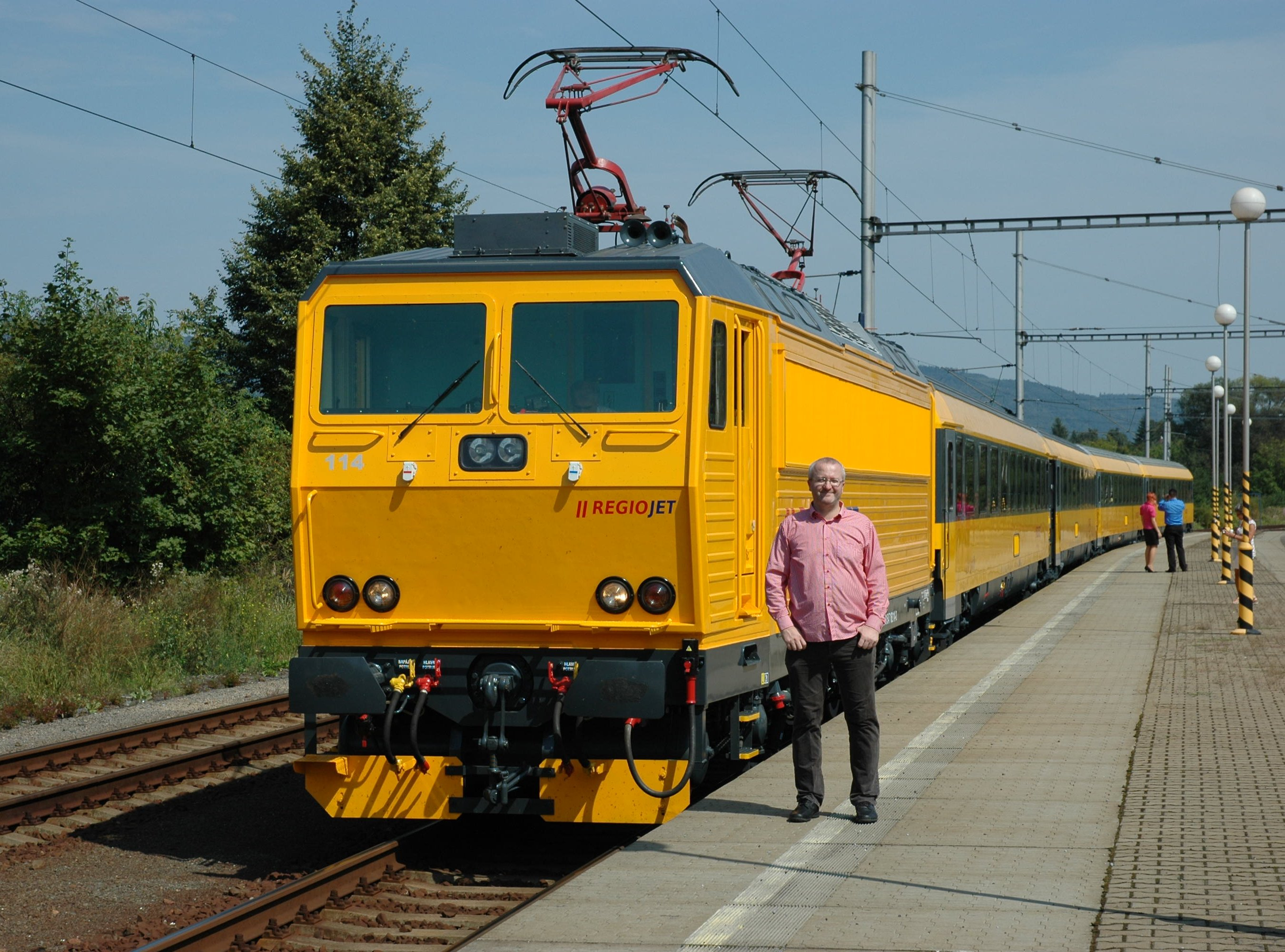
Unternehmensgründer Jančura mit einer Škoda-Lok vom Typ E 499.3 im Jahr 2011.

Die Anfänge des Unternehmens gehen ins Jahr 1993 zurück, als Radim Jančura, ein Absolvent der Technischen Universität Brünn, eine Agentur zur Vermittlung von Au-Pair-Reisen ins Leben rief. Damit hatte er eine Marktlücke entdeckt und gleich auch besetzt. Erste Busse wurden angeschafft, um Studenten nach Deutschland, Frankreich und Großbritannien zu chauffieren. Darauf folgte schließlich 1996 die Gründung der Student Agency als Unternehmen mit ersten Angestellten.
2004 nahm Student Agency mit der Strecke Prag–Brünn den ersten Linienbusbetrieb auf. Ab 2009 wurde der Einstieg ins Bahngeschäft vorbereitet.
Aufgrund der veralteten staatlichen Bahn- und Bus-Infrastruktur, die seit der Wende kaum modernisiert wurde, gilt Unternehmensgründer Jančura mit dem Aufbau einer modernen Bus- und Bahnflotte in Tschechien als äußerst populär.

## Fernbusverkehr
Ausgehend von der Verbindung Prag–Brünn im Jahr 2004 verbindet Student Agency mittlerweile 30 weitere tschechische Städte mit Linienbussen. Dazu kamen im Laufe der Zeit Fernbusverbindungen, die mittlerweile 14 europäische Länder miteinschließen. Seit 2016 verkehren sämtliche Busse unter der gemeinsamen Marke Regiojet.

## Bahnverkehr
2009 stieg Student Agency mit der Gründung der Regiojet ins Bahngeschäft ein. Seit September 2011 wird damit die Linie von Prag nach Havířov über Ostrava betrieben. Als erste Linie außerhalb Tschechiens konnte man im März 2012 den Schienenpersonenverkehr der Regionalstrecke Bratislava – Komárno in der Slowakei in den Fahrplan übernehmen.